# Viadukt Pulsnitztal
Der Viadukt Pulsnitztal ist eine Eisenbahnbrücke der ehemaligen Bahnstrecke Dresden-Klotzsche–Straßgräbchen-Bernsdorf über das Pulsnitztal in Königsbrück. Der 214,5 Meter lange und 14,5 Meter hohe Gerüstpfeilerviadukt quert die Pulsnitz und den Mühlgraben. Seit 2002 steht der Viadukt aufgrund seiner technikgeschichtlichen, verkehrsgeschichtlichen und landschaftsgestaltenden Bedeutung unter Denkmalschutz.

## Geschichte
Am 17. Januar 1882 beschloss der Sächsische Landtag den Bau der Schmalspurbahn Dresden-Klotzsche – Königsbrück. Die Strecke konnte am 16. Oktober 1884 eingeweiht werden. Das prognostizierte Verkehrsaufkommen wurde übertroffen und so beschloss der Landtag die Verlängerung der Strecke bis Schwepnitz und den Ausbau auf Normalspur. Am 1. Oktober 1898 erfolgte der erste Spatenstich zum Bau der Normalspurstrecke Königsbrück – Schwepnitz. Die Strecke wurde ein Jahr später am 30. September 1899 eingeweiht; tags darauf erfolgte die Inbetriebnahme.
Die Querung des Pulsnitztals erforderte die Errichtung des Viadukts Pulsnitztal. Dieser wurde zwischen 1898 und 1899 erbaut.
Zwischen 1933 und 1934 wurde die Strecke von Schwepnitz bis Straßgräbchen-Bernsdorf verlängert. Damit erfolgte der Anschluss an die eingleisige Bahnstrecke Lübbenau–Kamenz.
Zwischen 1939 und dem Abzug der letzten GUS-Truppen aus Königsbrück 1992 wurde  die Bahnstrecke verstärkt für Truppentransporte genutzt. Am 24. Mai 1998 fuhr der letzte Personenzug von Königsbrück nach Straßgräbchen, vier Monate später der letzte Güterzug. Die offizielle Stilllegung kam am 1. August 2001 und der Gleisabbau in den Jahren 2004 und 2005.
Die Deutsche Bahn hat die komplette stillgelegte Bahnstrecke Königsbrück – Straßgräbchen im September 2004 an die ROP Roth AG aus Oybin verkauft. Der Kaufpreis wurde nicht bekannt. Die ROP ließ die Schienen, Drähte und Holzmasten abbauen. Das geschah, bevor die Strecke durch das Eisenbahn-Bundesamt entwidmet wurde, also ohne Genehmigung. Nach Angaben der ROP geschah dies, um Metalldiebstahl zu verhindern. Eine Tonne Schienenschrott kostete 2004 etwa 200 Euro. Das Unternehmen könnte also einen Umsatz von mehr als 1,3 Millionen Euro erzielt haben.
Es sollte auf der Strecke ein Reit-, Rad- und Wanderweg entstehen. 2005 wurde der Streckenabschnitt von Bahnbetriebszwecken freigestellt. Damit müssten für eine erneute Nutzung als Eisenbahnstrecke ein Planfeststellungsverfahren durch ein Eisenbahninfrastrukturunternehmen wie beim Bau einer neuen Eisenbahnstrecke betrieben werden.
Seit der Freistellung fanden an der Strecke keine Arbeiten statt, laut Auskunft des Eigentümers aus Mangel an Interesse durch die Kommunen. Seit 2017 versucht die ROP, die Strecke zu verkaufen. Der Preis sollte bei einem Euro pro Quadratmeter liegen. Das wäre deutlich höher als die Bodenrichtwerte für Wald in der Region.
Im Dezember 2023 wurde bekannt, dass die Stadt Königsbrück das Vorkaufsrecht für den Viadukt wahrnehmen will. Der Stadtrat stimmte „der Ausübung des Vorkaufsrechts zu und beauftragte die Verwaltung, alle notwendigen Schritte zu veranlassen“. Die Bahnstrecke als solche soll nicht mehr wiederbelebt werden, über andere Nutzungsideen wird nachgedacht.

## Beschreibung
Der genietete Stahlviadukt verläuft in einem Gleisbogen, ist 214,5 Meter lang und 14,5 Meter hoch. Er ruht auf sieben Stahlfachwerk-Pfeilern mit einem Abstand von etwa 19,5 Metern. Erbaut wurde er von der Firma Kettner & Lindner aus Dresden. Am 20. Oktober 1898 konnte die Gründung für den zweiten Pfeiler gesetzt werden, Anfang und Mitte November die für den dritten und vierten Pfeiler. Die Kosten der Brücke betrugen 211.934 Mark (kaufkraftbereinigt etwa 1.800.000 Euro).
Die Seitenfläche der Brücke beträgt gut 3.000 Quadratmeter, der umbaute Raum etwas mehr als 12.100 Kubikmeter. Das Gewicht der Eisenkonstruktion beträgt knapp 527 Tonnen.

## Galerie

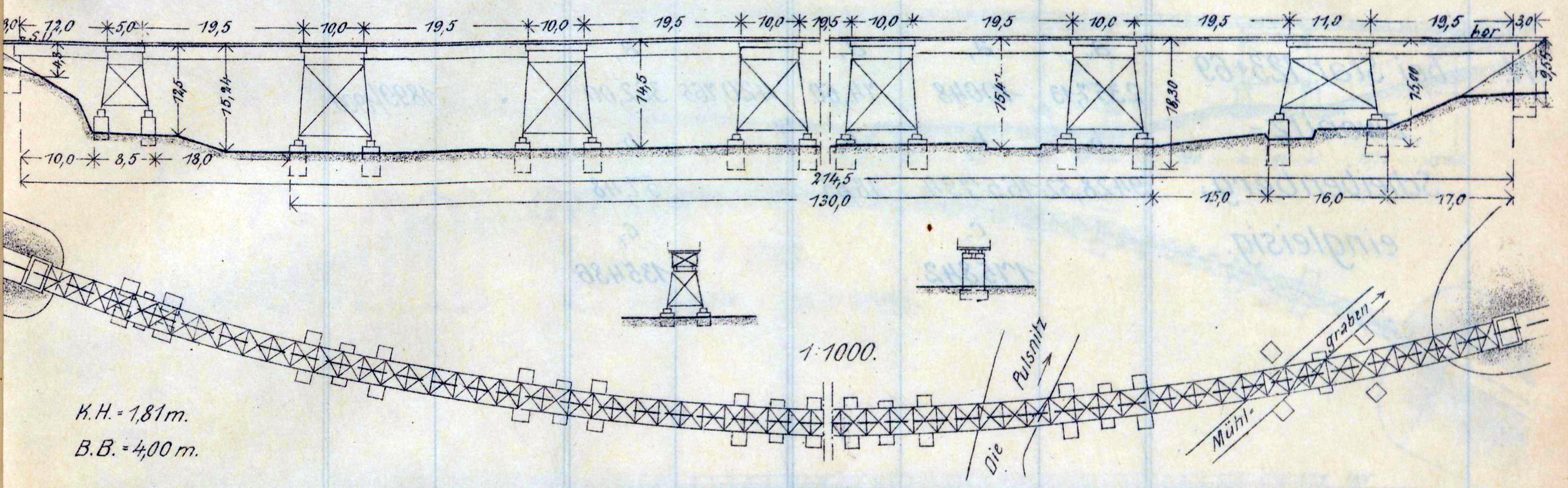
Konstruktionszeichnung um 1911
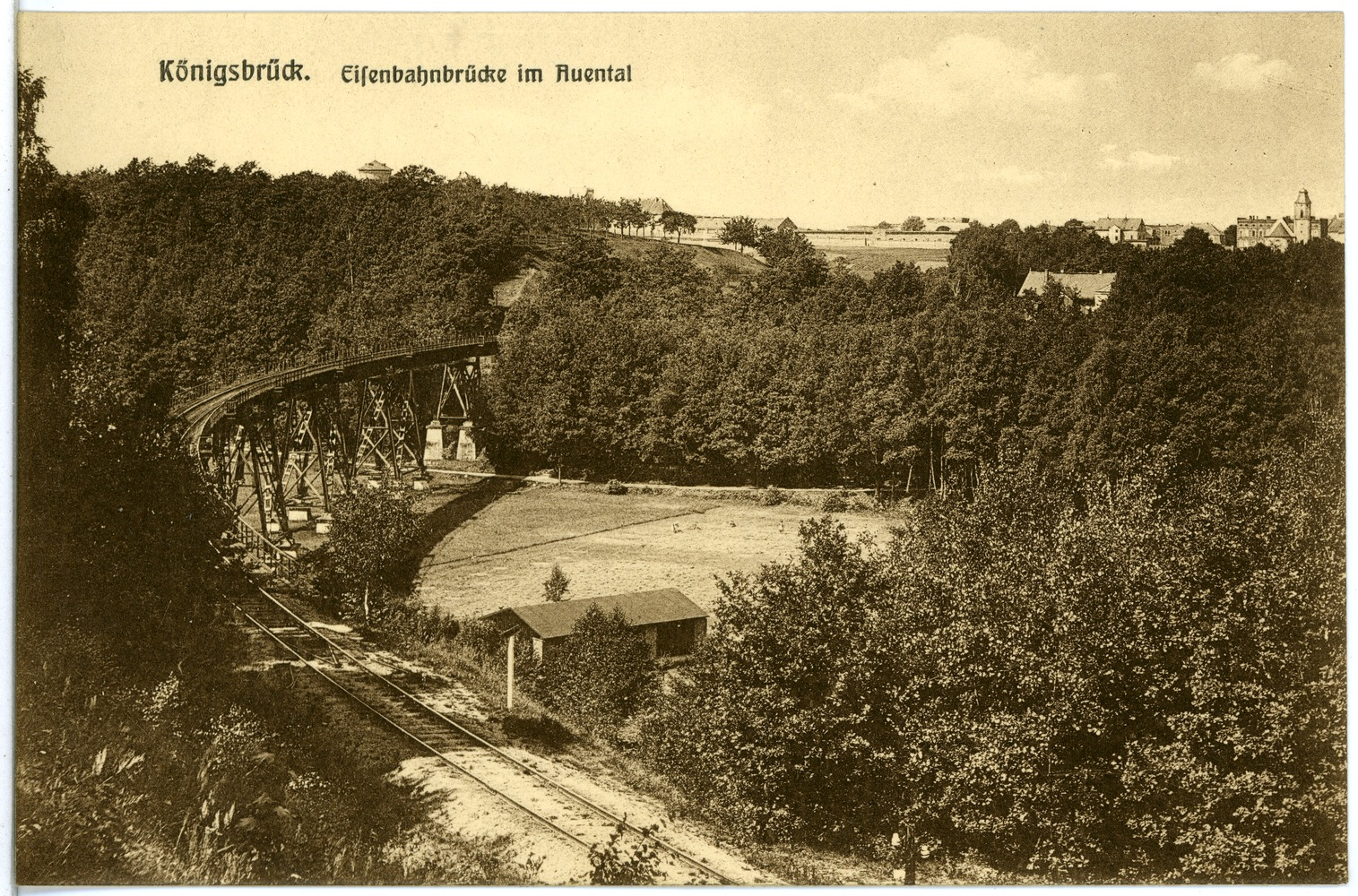
Ansicht um 1915
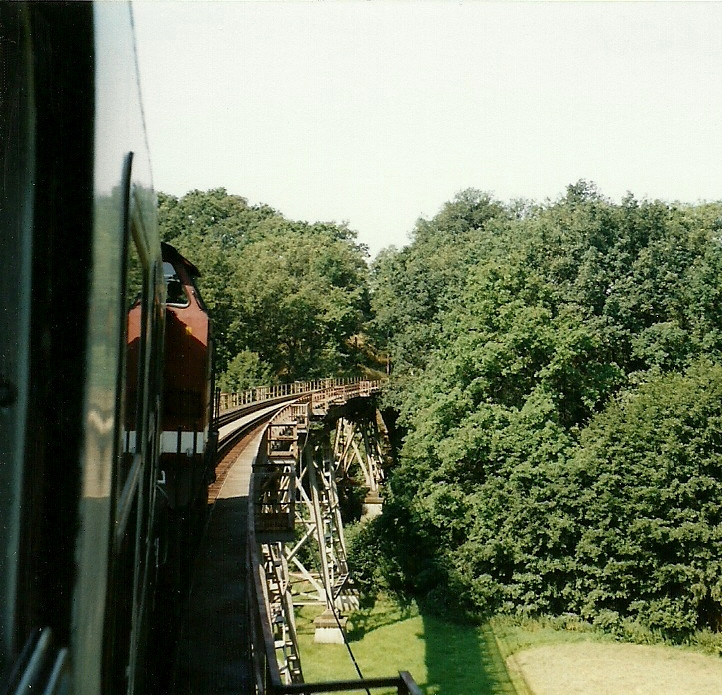
Überfahrt 1997, kurz vor der Einstellung des Eisenbahnverkehrs
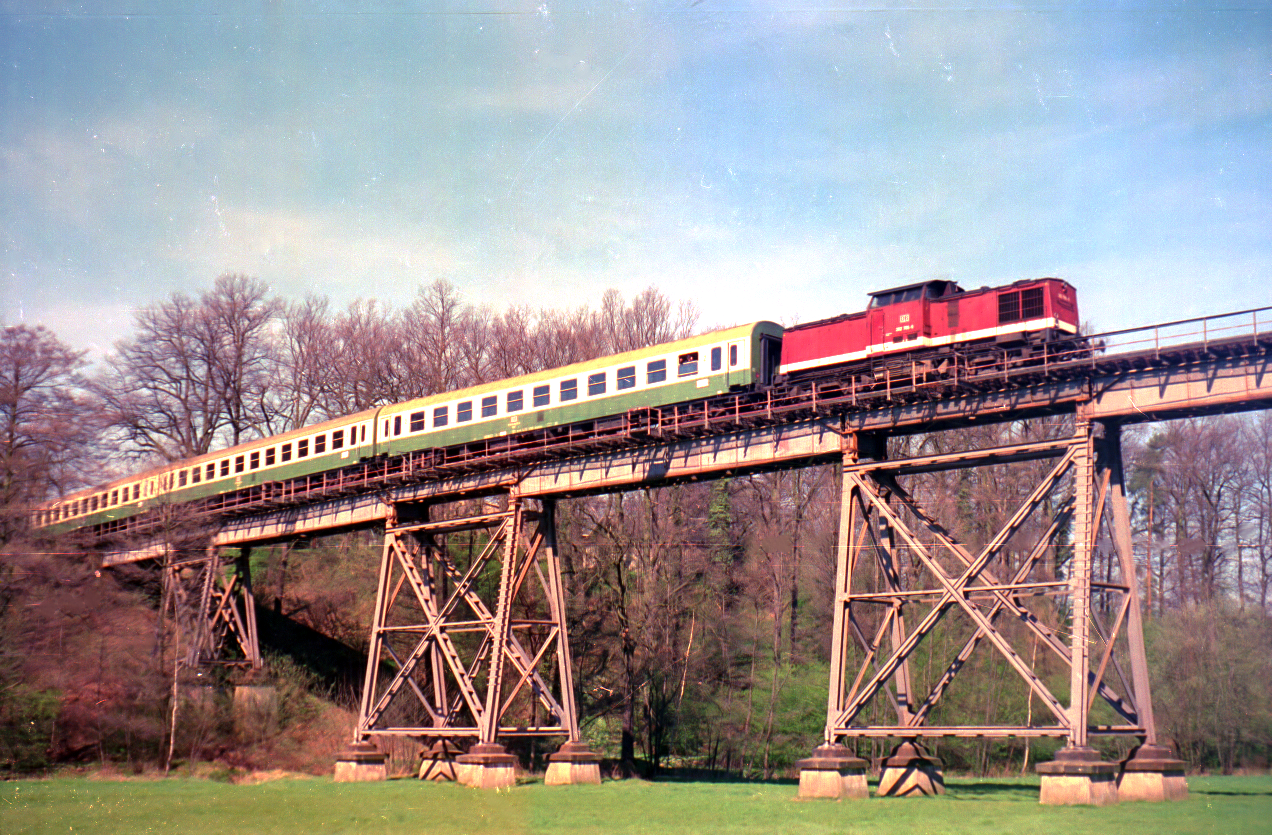
Regionalbahn von Königsbrück nach Straßgräbchen-Bernsdorf auf dem Pulsnitztalviadukt im Jahr 1998
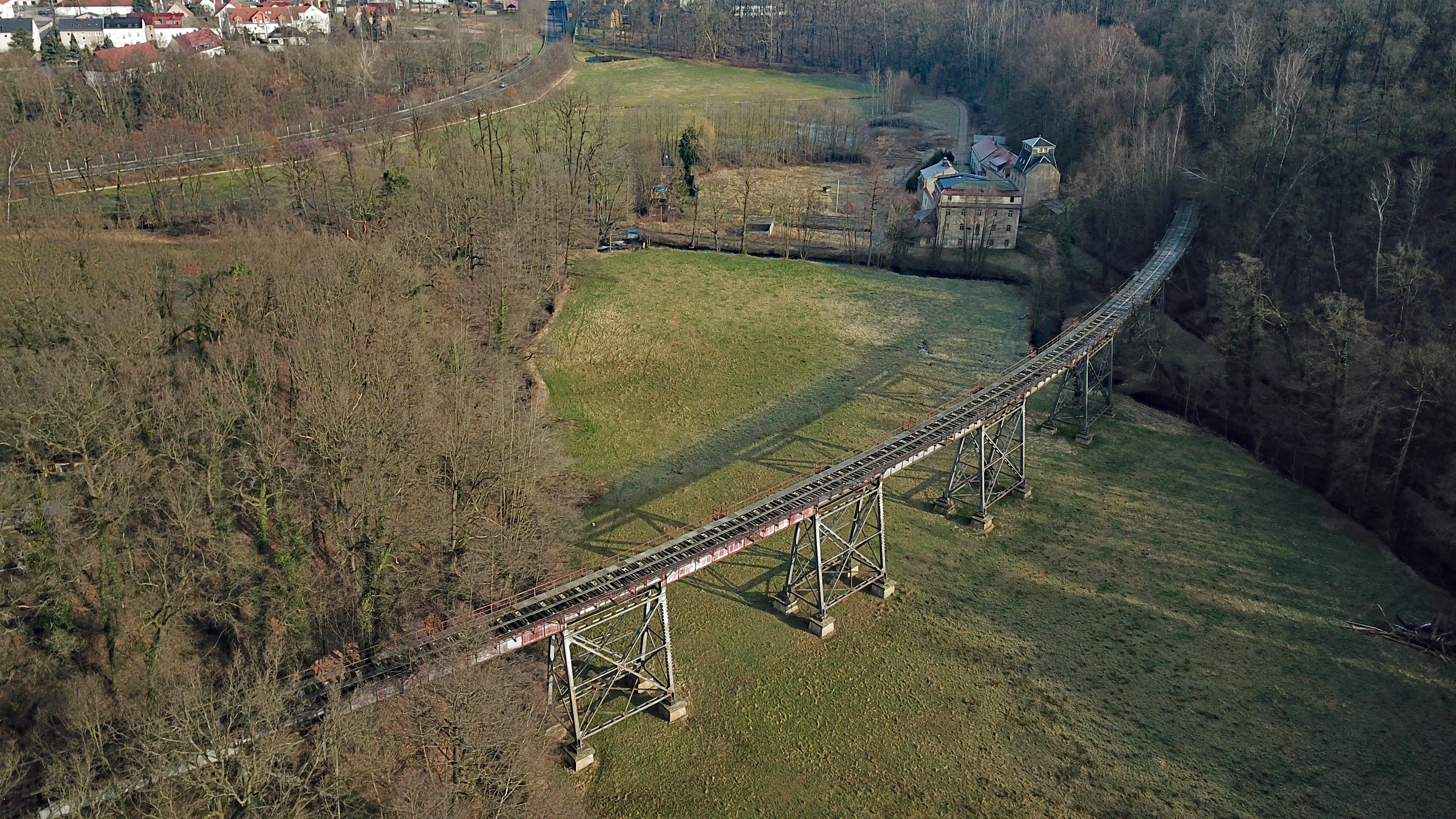
Luftbild 2018
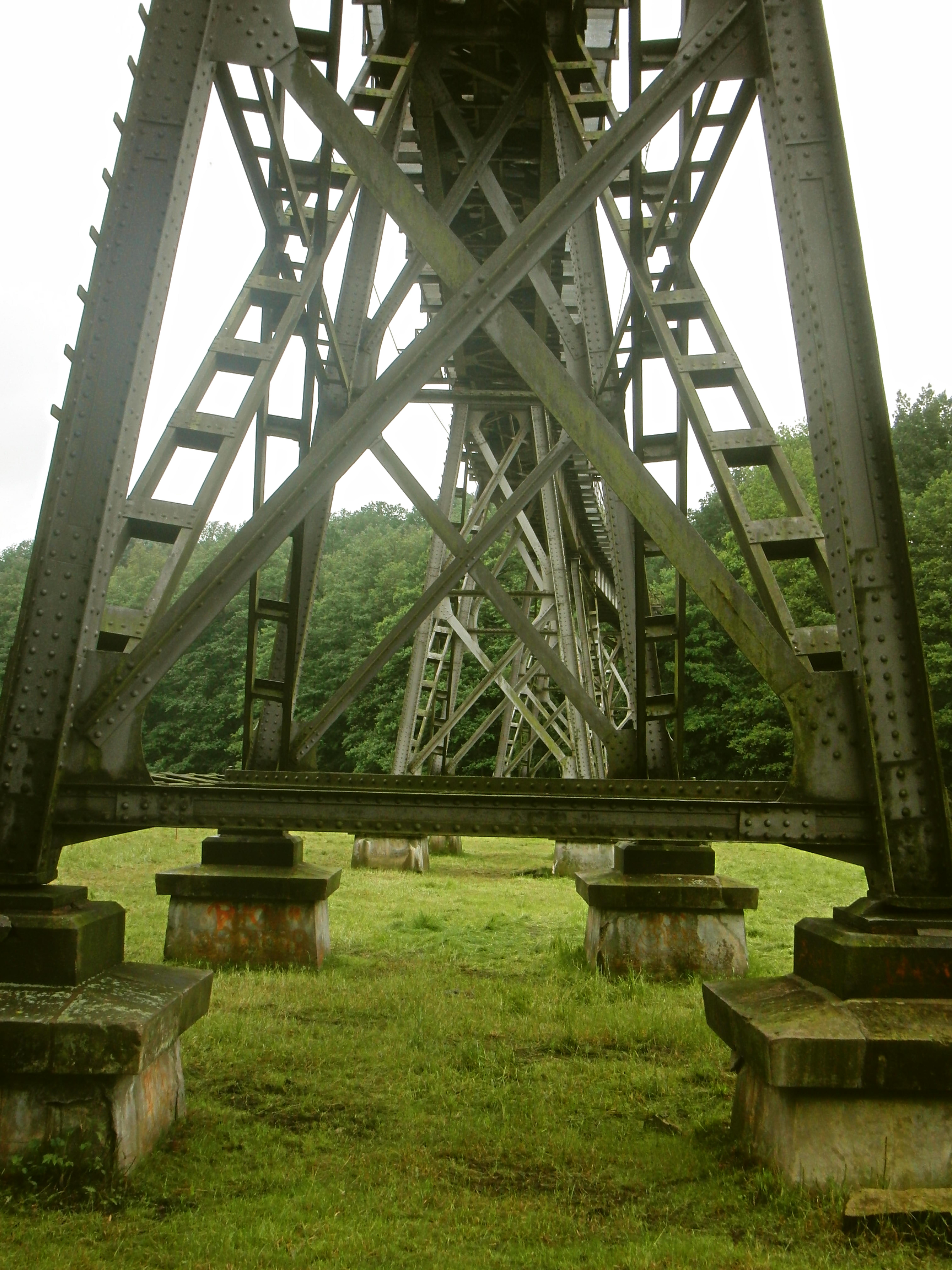
Stahlfachwerk-Pfeiler 2012
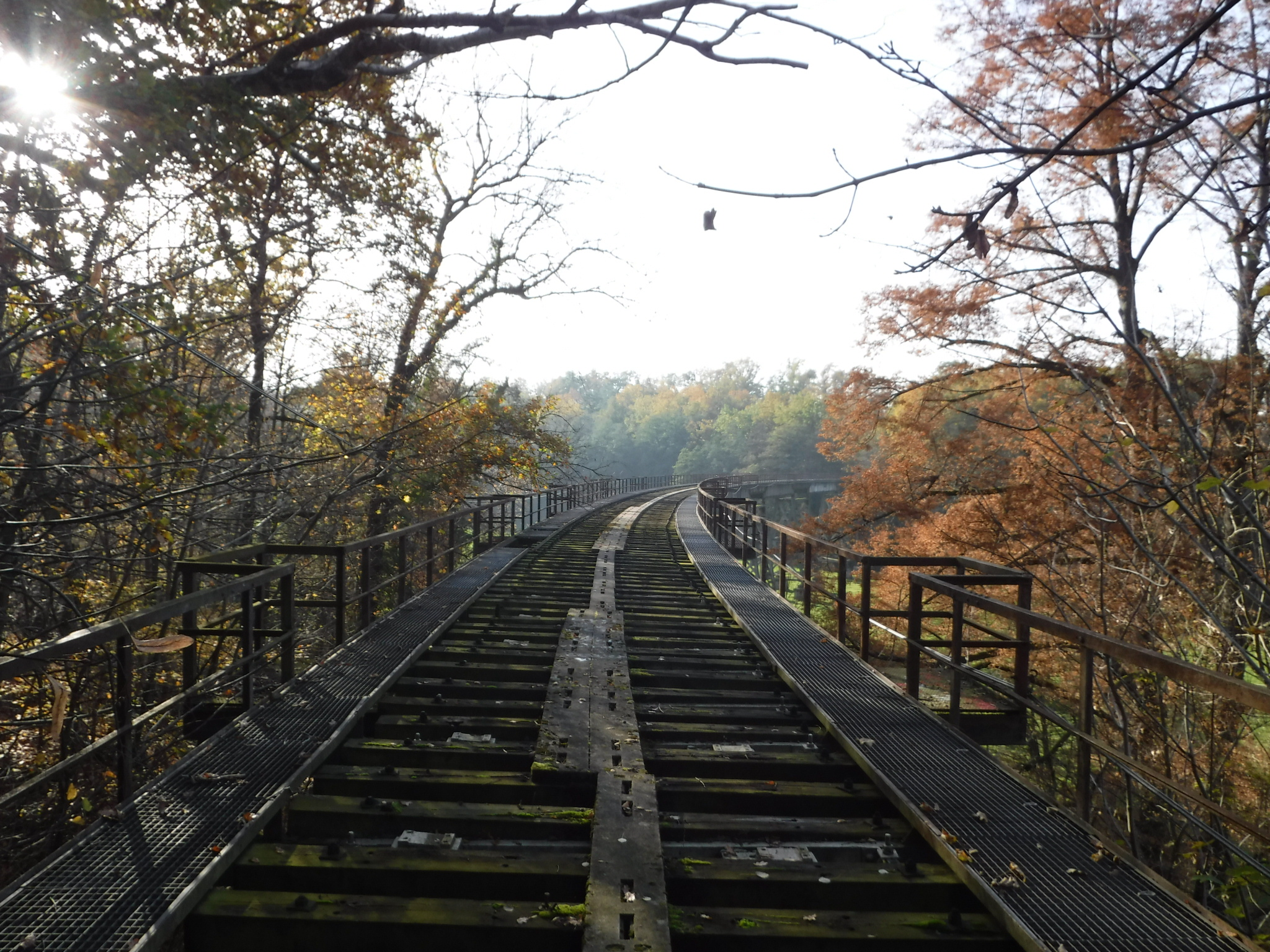
Ehemalige Fahrbahn 2020